# Tagoria watsoni
Tagoria watsoni is een vlinder uit de familie van de Metarbelidae. De wetenschappelijke naam van de soort is voor het eerst gepubliceerd in 1900 door George Francis Hampson.
De lengte van de voorvleugel bedraagt bij het mannetje 12-13 millimeter en bij het vrouwtje 14,5 millimeter.
De soort komt voor in India (Tamil Nadu).